# Onitis keniensis
Onitis keniensis es una especie de escarabajo del género Onitis, familia Scarabaeidae. Fue descrita científicamente por Gillet en 1933.
Se distribuye por la región Afrotropical. Habita en Kenia, Tanzania y Zimbabue.